# Guarda Real (Barém)

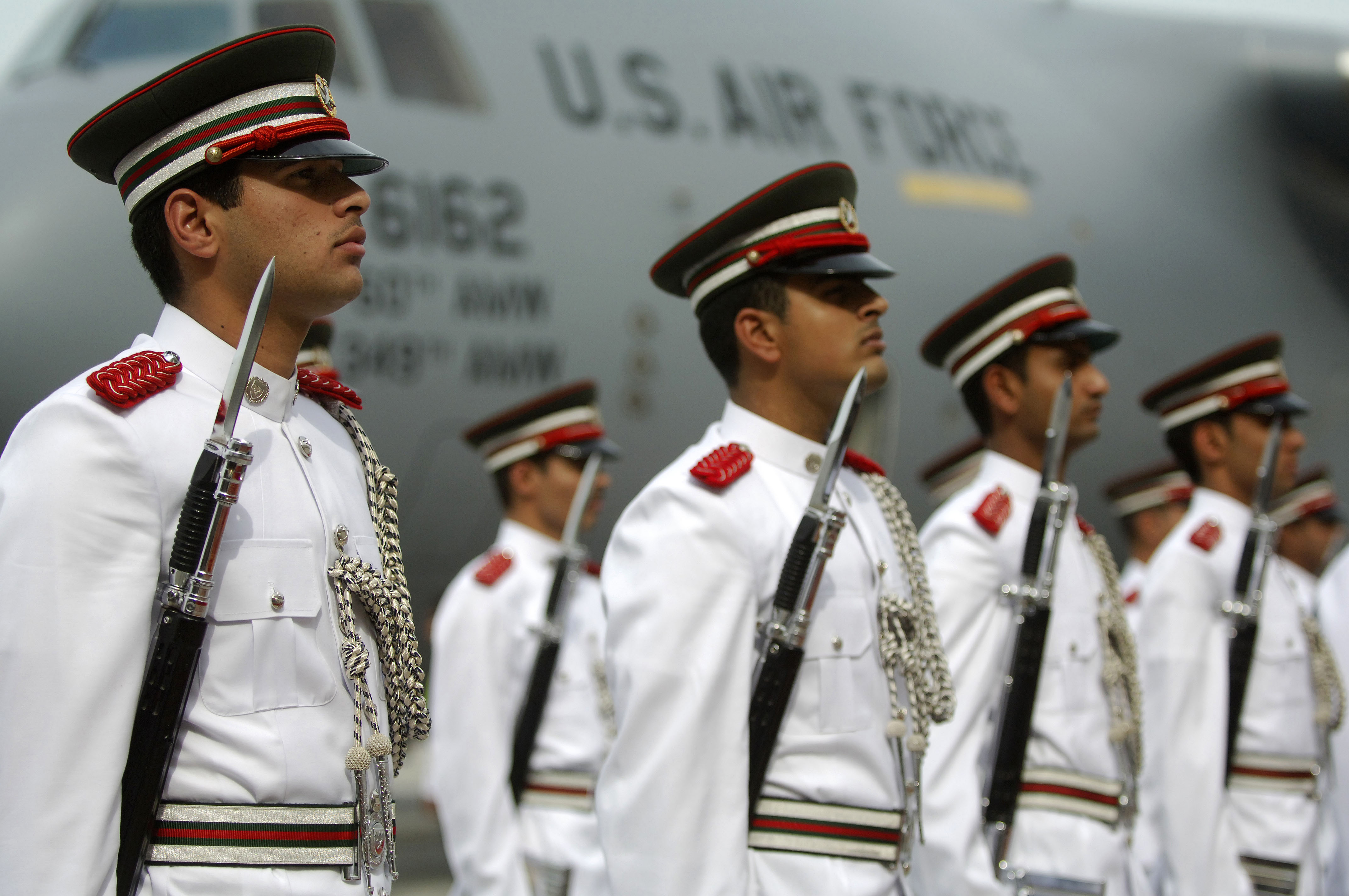
A Guarda Real durante a visita do Secretário de Defesa dos EUA, Robert Gates, em dezembro de 2007.

A Guarda Real (em árabe: الحرس الملكي) do Barém é uma unidade da Força de Defesa do Barém. Em junho de 2011, o rei Hamad bin Isa Al Khalifa nomeou seu filho de 36 anos, Nasser bin Hamad Al Khalifa, como comandante da Guarda Real.
O líder político da oposição, Ali Salman, afirmou em 2009 que "nenhum xiita foi recrutado para trabalhar na Guarda Real, embora constituam mais de metade da população".